# Walery Łobanowski
Walery Łobanowski, właśc. Wałerij Wasylowycz Łobanowski (ukr. Валерiй Васильович Лобановський - Wałerij Wasylowycz Łobanowśkyj, ros. Валерий Васильевич Лобановский – Walerij Wasiljewicz Łobanowskij, ur. 6 stycznia 1939 w Kijowie, zm. 13 maja 2002 w Zaporożu) – ukraiński piłkarz, grający na pozycji napastnika, reprezentant Związku Radzieckiego, trener i menedżer piłkarski.
Był graczem Dynama Kijów, reprezentacji ZSRR i Ukrainy w piłce nożnej. W 1975 r. jego Dynamo Kijów zostało pierwszym klubem z ZSRR, który zdobył europejski puchar, Puchar Zdobywców Pucharów, po wygranej z węgierskim Ferencvárosem Budapeszt. Był znany z bardzo profesjonalnego i dyscyplinarnego podejścia do pracy trenera.

## Kariera piłkarska

### Kariera klubowa
Wychowanek Kijowskiej Szkoły Piłkarskiej Nr 1 (od 1952) i FSzM Kijów (od 1955). Pierwszy trener Mychajło Korsunski. W 1957 Łobanowski rozpoczął profesjonalną karierę jako lewoskrzydłowy kijowskiego Dynama. Najpierw występował w drużynie rezerwowej, a od 1959 w podstawowym składzie jego klubu macierzystego, z którym wygrał pierwsze mistrzostwo ZSRR dla Dynama w 1961. Kibice specjalnie przychodzili na stadion, aby zobaczyć jego firmowy "suchy liść" (korner). Spędził siedem lat w klubie, a potem przez konflikt z głównym trenerem Wiktorem Masłowem, był zmuszony zmienić klub na Czornomoreć Odessa, skąd w 1967 przeszedł do Szachtara Donieck. Łobanowski zakończył karierę w wieku 29 lat, z 71 golami i 253 grami w lidze.

### Kariera reprezentacyjna
4 września 1960 debiutował w radzieckiej reprezentacji w spotkaniu towarzyskim z reprezentacją Austrii, przegranym 1:3. Drugi i ostatni mecz w reprezentacji rozegrał w następnym meczu towarzyskim 21 maja 1961 przeciwko reprezentacji Polski, przegranym 0:1.
W 1963 z reprezentacją olimpijską wystąpił w dwóch spotkaniach eliminacyjnych do igrzysk olimpijskich przeciwko reprezentacji Finlandii (7:0 i 4:0).

## Kariera trenerska
W wieku 29 lat Łobanowski został trenerem FK Dnipro. Po czterech latach pracy, Dnipro ze słabej drużyny pierwszej ligi zmieniło się na twardego średniaka wyższej ligi. Przed startem sezonu 1974 Łobanowski przeniósł się do swojego byłego klubu Dynama Kijów. W Dynamie pracował przez 15 z następnych 17 lat (z przerwą na reprezentację ZSRR w latach 1982–1983). Podczas trenerskiego pobytu Łobanowskiego w Dynamie klub odnosił największe sukcesy w historii, zdobywając osiem razy mistrzostwo kraju (1974, 1975, 1977, 1980, 1981, 1985, 1986, 1990), sześć razy krajowy puchar (1974, 1978, 1982, 1985, 1987, 1990), dwa razy Puchar Zdobywców Pucharów w latach 1975 i 1986 oraz Superpuchar Europy w 1975.
Trzy krótkie okresy w trakcie prowadzenia Dynama Łobanowski poświęcił pracy z reprezentacją, z którą zdobył brązowy medal w 1976 r. na olimpiadzie w Montrealu. W 1986, w przeddzień mundialu został poproszony o poprowadzenie reprezentacji, która składała się głównie z graczy Dynama Kijów. Reprezentacja wyszła z grupy z pierwszego miejsca, jednak w następnej rundzie przegrała po dogrywce z Belgią 3:4. Drużyna narodowa jednak odrodziła się na Mistrzostwach Europy w 1988, pokonując w grupie m.in. Holandię, z którą przegrała jednak w finale, zdobywając srebro.
Po pieriestrojce wielu najlepszych graczy drużyny Łobanowskiego, zarówno z Dynama, jak i z kadry, opuściło kraj w poszukiwaniu większych pieniędzy i poziomu sportowego w zachodniej Europie. W związku ze zbliżającym się mundialem w 1990 r. nie był w stanie zebrać dobrej i zgranej ekipy, przez co reprezentacja zakończyła występ na ostatnim miejscu w grupie.
Po porażce na mundialu, Łobanowski zdecydował się opuścić Dynamo Kijów i podjąć pracę na lukratywnym kontrakcie z reprezentacją Zjednoczonych Emiratów Arabskich. Po czterech latach został zwolniony, aby kolejne dwa prowadzić kadrę narodową Kuwejtu, zarabiając nie mniejsze pieniądze.
W styczniu 1997 Łobanowski powrócił do Dynama, podejmując trzecią przygodę trenerską z tym klubem. Dynamo jednak nie świeciło tym blaskiem, co kiedyś. Klub został wyrzucony z europejskich pucharów przez UEFA za łapownictwo, również w lidze borykał się z pewnymi problemami. Jednak Łobanowski poradził sobie z tym i szybko wyprowadził klub na prostą, zdobywając pięć kolejnych mistrzostw kraju (1997, 1998, 1999, 2000, 2001) oraz trzy puchary krajowe (1998, 1999, 2000). Dni świetności powróciły, a ukoronowaniem był występ w półfinale Ligi Mistrzów w 1999 r. W marcu 2000 został trenerem reprezentacji Ukrainy, jednak został zwolniony po porażkach, najpierw w grupie z Polską, a następnie w barażach z Niemcami.
Łobanowski dostał zawału serca 7 maja 2002 r., krótko po zwycięstwie Dynama nad Metalurgiem Zaporoże. Umarł o 20.35 podczas operacji mózgu spowodowanej komplikacjami po zawale.
Po śmierci Łobanowski został uznany ukraińskim bohaterem narodowym, uzyskał tytuł Bohatera Ukrainy, najwyższe państwowe odznaczenie. Stadion Dynama został nazwany jego imieniem oraz od 2003 roku odbywa się na nim na jego cześć turniej jego imienia.

## Sukcesy i odznaczenia

### Sukcesy klubowe
- mistrz ZSRR: 1961
- wicemistrz ZSRR: 1960
- zdobywca Pucharu ZSRR: 1964

### Sukcesy trenerskie
reprezentacyjne:
- wicemistrz Mistrzostw Europy w Piłce Nożnej w RFN: 1988
- brązowy medalista Igrzysk Olimpijskich w Montrealu: 1976
- uczestnik turnieju finałowego Mistrzostw świata: 1982, 1986, 1990

klubowe:
- półfinalista Ligi Mistrzów: 1977, 1987,1999
- zdobywca Pucharu Zdobywców Pucharów: 1975, 1986
- zdobywca Superpucharu Europy: 1975
- mistrz ZSRR: 1974, 1975, 1977, 1980, 1981, 1985, 1986, 1990
- wicemistrz ZSRR: 1973, 1976 (jesień), 1978, 1982, 1988
- brązowy medalista Mistrzostw ZSRR: 1979, 1989
- zdobywca Pucharu ZSRR: 1974, 1978, 1982, 1985, 1987, 1990

- mistrz Ukrainy: 1997, 1998, 1999, 2000, 2001
- wicemistrz Ukrainy: 2002
- zdobywca Pucharu Ukrainy: 1998, 1999, 2000
- finalista Pucharu Ukrainy: 2002

### Sukcesy indywidualne
- wybrany do listy 33 najlepszych piłkarzy ZSRR: Nr 2 (1960, 1962)
- wynalazca strzału "suchy liść"

### Odznaczenia
- tytuł Mistrza Sportu ZSRR: 1960
- tytuł Zasłużonego Trenera Sportu ZSRR: 1975
- tytuł Zasłużonego Trenera Sportu Ukrainy: 1975
- Order Czerwonego Sztandaru Pracy
- Order Znak Honoru
- Order "Za Zasługi" II klasy
- Order Bohatera Ukrainy: 2002
- Rubinowy Order UEFA "Za zasługi":2003
- jego imieniem nazwany Stadion Dynama